# Cochranella nola
Cochranella nola är en groddjursart som beskrevs av Harvey 1996. Cochranella nola ingår i släktet Cochranella och familjen glasgrodor. IUCN kategoriserar arten globalt som nära hotad. Inga underarter finns listade i Catalogue of Life.